# Nerudova
Nerudova je ulice na Malé Straně v Praze 1 vede z horního respektive severozápadního rohu Malostranského náměstí západním směrem vzhůru k Pražskému hradu. Patří mezi turisticky nejzajímavější ulice v Praze. Je součástí někdejší Královské cesty, kudy chodil korunovační průvod českých králů přes Karlův most na Hrad. Na horním konci se rozvětvuje na ulici Ke Hradu (směr Pražský hrad) a Úvoz (směr Pohořelec a Strahovský klášter). Z tohoto místa vycházejí severozápadním směrem vzhůru také Radnické schody.

## Historie

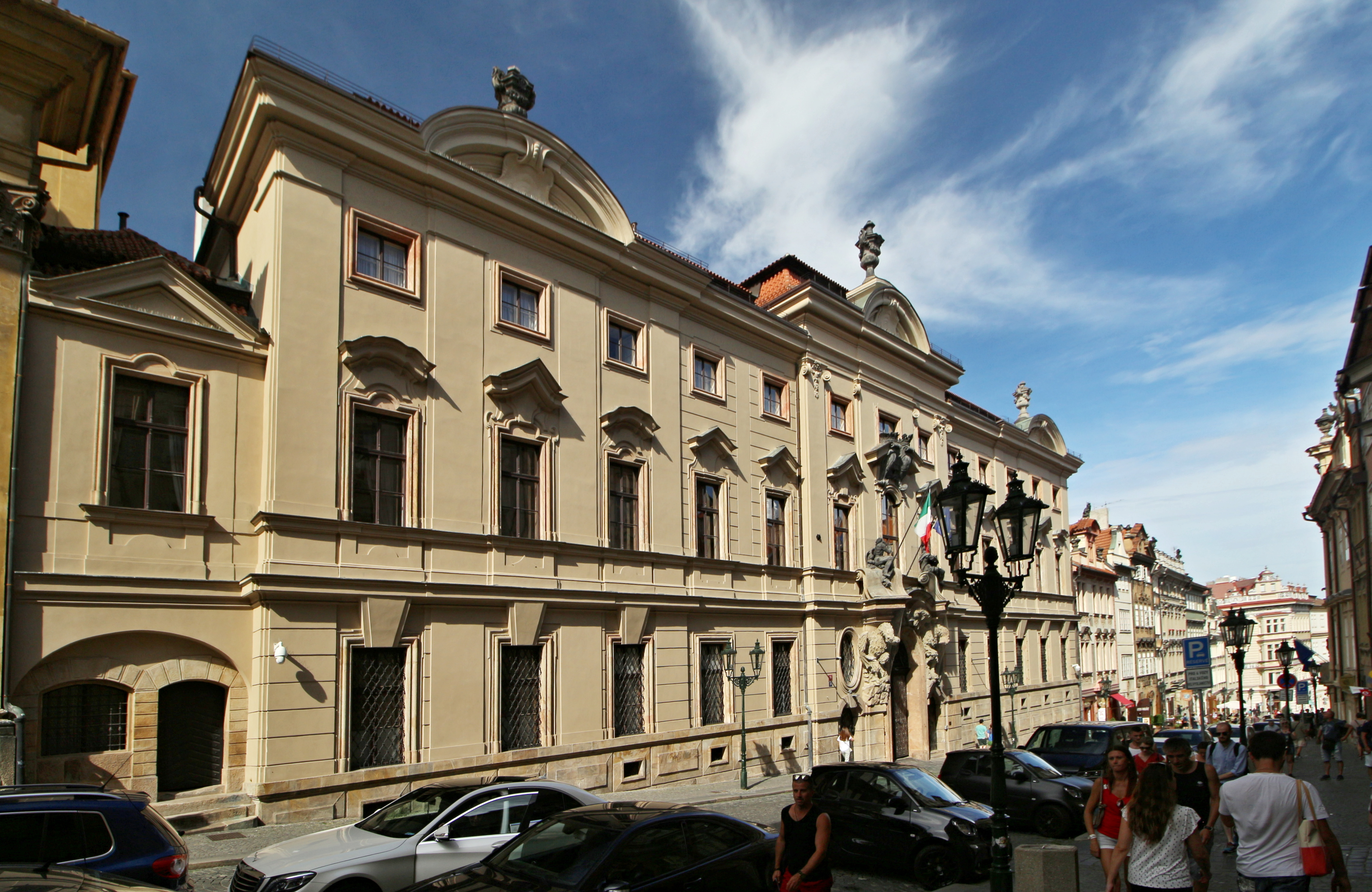
Kolovratský palác, sídlo italského velvyslanectví

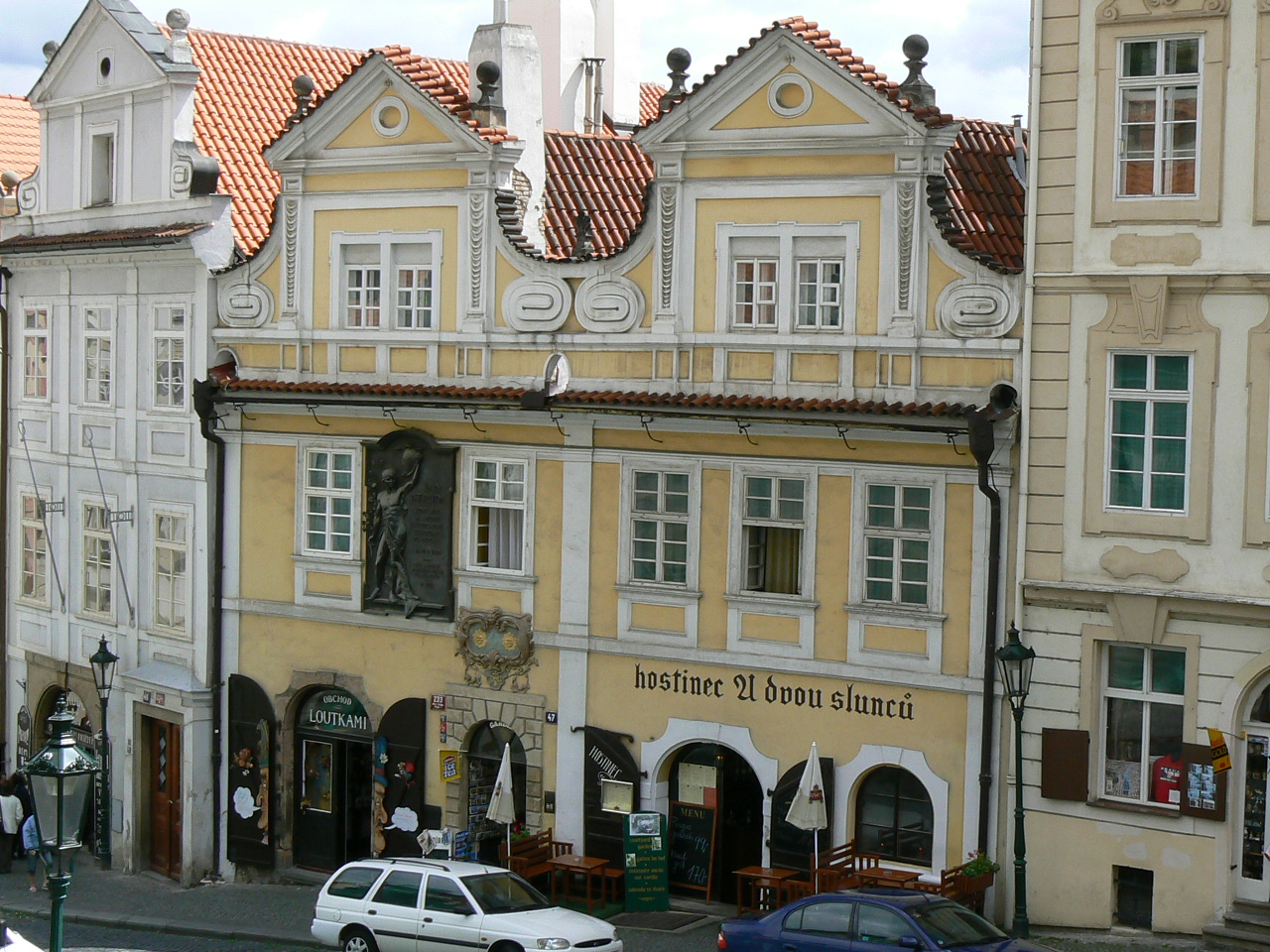
Dům U Dvou slunců, v němž bydlel Jan Neruda

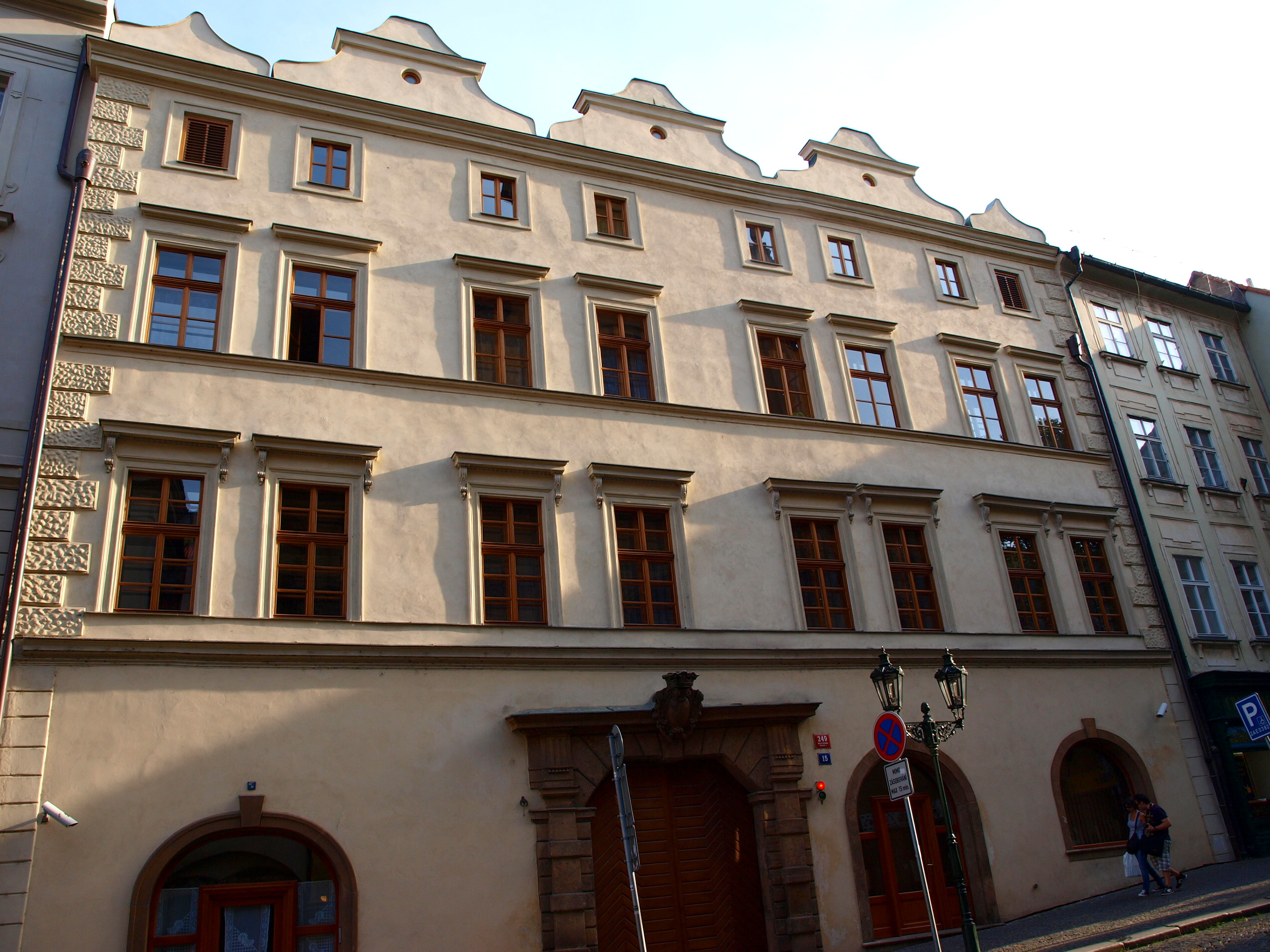
Palác Kinských

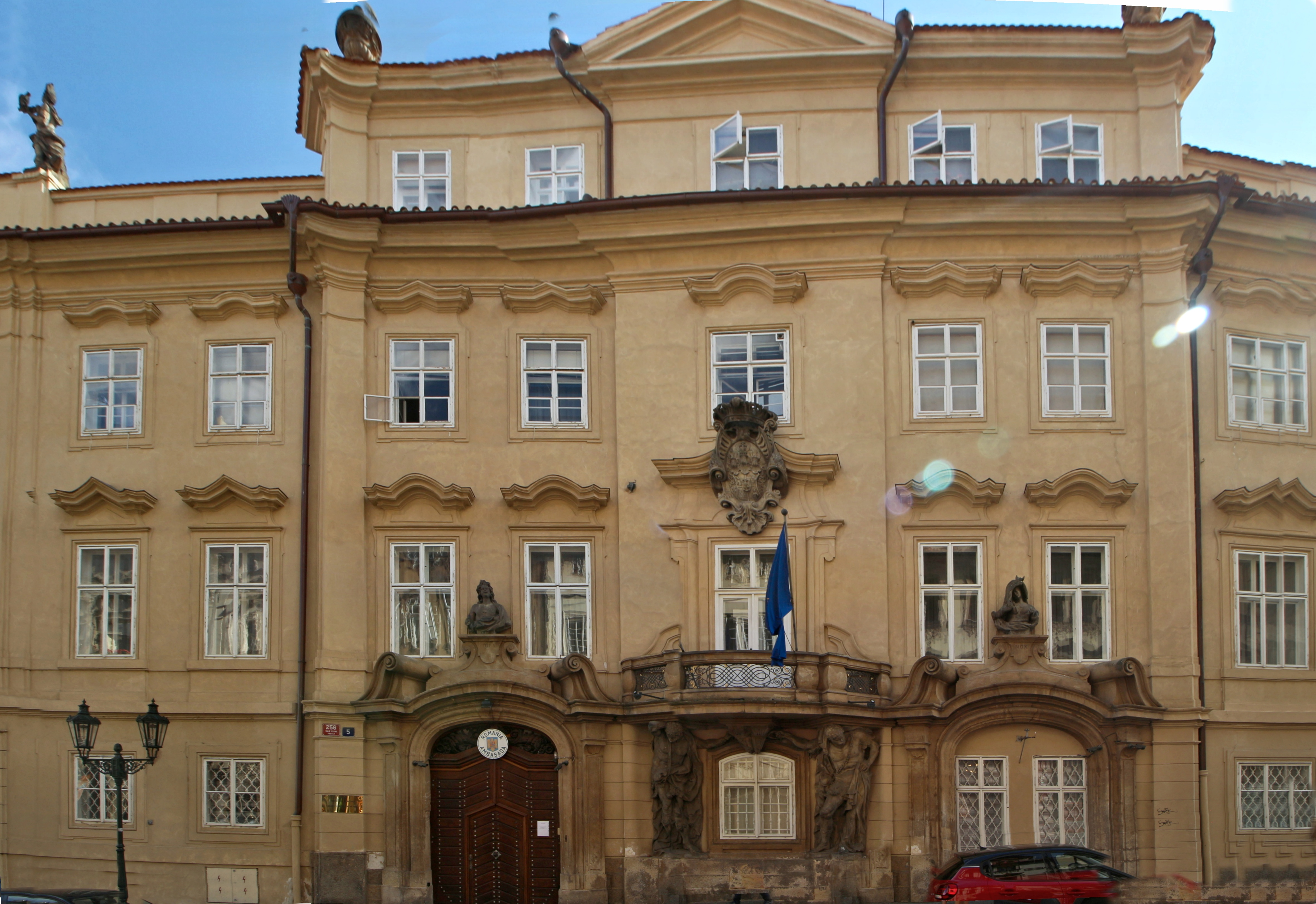
Morzinský palác, sídlo rumunského velvyslanectví

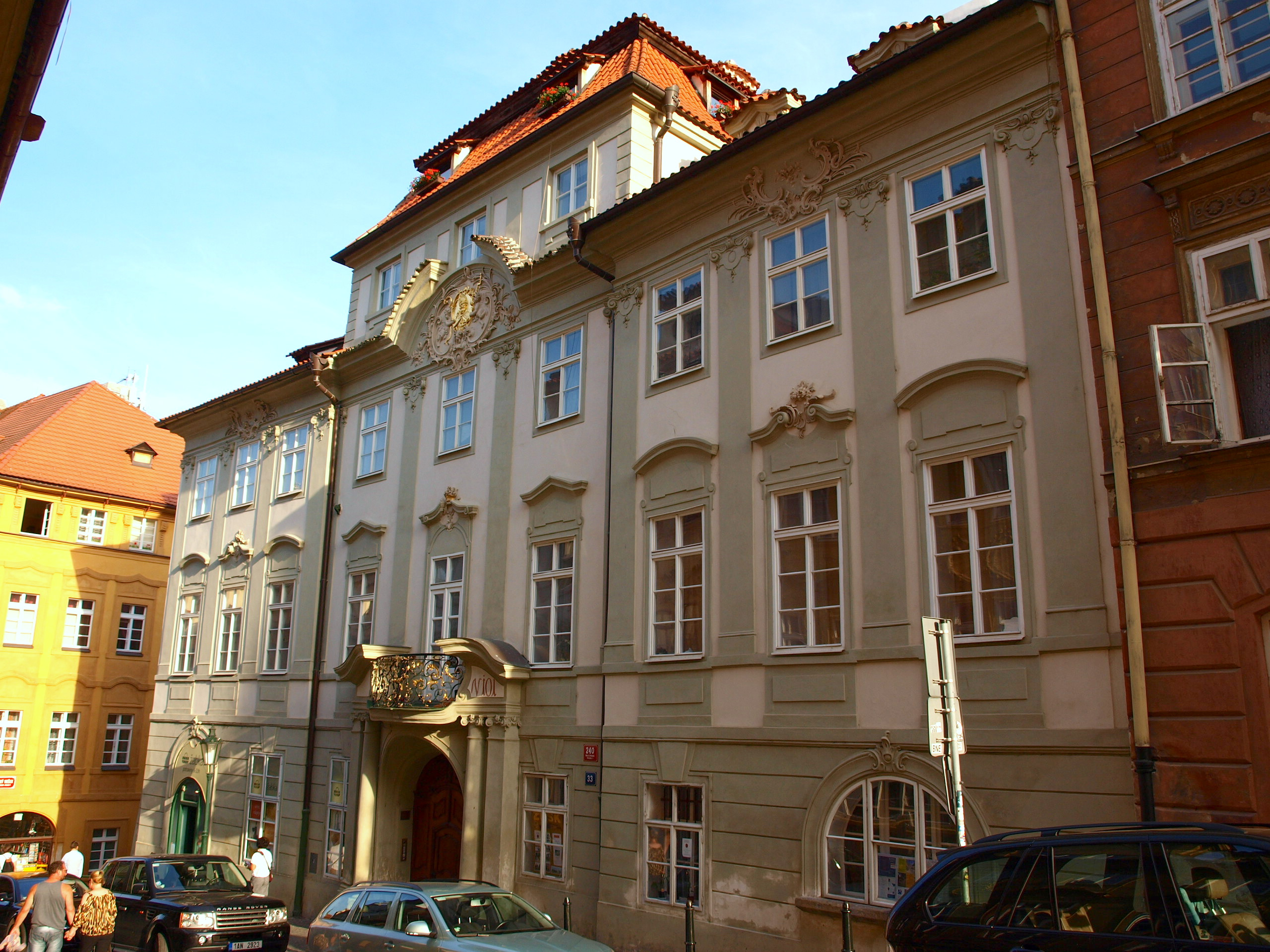
Bretfeldovský palác

Trasa ulice vznikla při novém založení Malé Strany za Přemysla Otakara II. v roce 1267, kdy tvořila hlavní osovou západo-východní komunikaci Malé Strany. Tehdy končila Strahovskou branou v místech, kde dnes navazuje ulice Úvoz. Příčnou osu uzavíraly z jihu Újezdská brána v Karmelitské ulici a románská rotunda sv. Václava.

### Název
Od 14. do 17. století se horní část nazývala Dláždění, Na dláždění nebo Nad Strahovskou branou a dolní část Strahovská. Pro snazší stoupání povozů se do dlažby vkládaly krokve, podle nichž se v 17.–19. století nazývala Krokevní = Sparrengasse, zkomoleně Sporrengasse = Ostruhová podle výrobců ostruh. Roku 1895 byla přejmenována po českém spisovateli a básníkovi Janu Nerudovi, který zde v domě U Dvou slunců bydlel a má tam pamětní desku.

## Významné stavby v ulici
Měšťanské domy v ulici, často označené domovním znamením, jsou většinou středověkého původu, mají klenuté gotické sklepy, prošly renesanční přestavbou po požáru roku 1541, vesměs mají nástavby pater s malovanými trámovými stropy a s pozdně barokní nebo klasicistní fasádou. Oproti tomu pro stavbu velkých barokních paláců byly předchozí domy většinou zbořeny.
- 1/258: Lichtenštejnský palác, dnes sídlo Akademie múzických umění, má vchod z Malostranského náměstí.
- 2/205: dům U Černého orla, kde měla lékárnu rodina Fragnerů, zakladatelů dnešní Zentivy, a v suterénu měli sochařský a keramický ateliér Stanislav Martinec a Věra Martincová.
- 4/206: U Zlaté kotvy a U Tří zlatých jelínků z 18. století
- 5/256: Morzinský palác, z roku 1714, autorství budovy připsal J. B. Santinimu-Aichelovi historik architektury Oldřich Stefan, v průčelí sochy dvou mouřenínů F. M. Brokoffa, sídlo rumunského velvyslanectví.
- 6/207: U Červeného orla, středověký, s fasádou z 18. století
- 12/210: U Tří housliček nebo Rabštejnský
- 14/211: Valkounský dům, koupil a přestavěl roku 1705 J. B. Santini, fasáda kolem 1750
- 15/249: Palác Kinských, také U Zlaté koruny nebo Marštalkovský, přestavěný F. Luragem po 1683
- 16/212: U Zlaté číše, s cechovním znamením a barokní úpravou zlatníka Diesbacha
- 18/213: U Sv. Jana Nepomuckého
- 20/214: Thunovský či Kolovratský palác, dnes sídlo italského velvyslanectví. Postaven v letech 1716–1721 podle plánů J. B. Santiniho se sochařskou výzdobou M. B. Brauna.
- Kostel P. Marie Matky ustavičné pomoci a sv. Kajetána, také kajetánský nebo theatinský, z roku 1691, snad podle plánů J. B. Matheye
- 25/244: U Osla v kolébce, přestavěný 1706
- 28/217: U Zlatého kola, renesanční s fasádou kolem 1790
- 29/242: U Bonapartů
- 31/241: U Sedmi švábů, přestavěn 1723
- 32/219: U Zlatého lva, s lékárnou a pamětní deskou Václava Viléma Štecha
- 33/240: Bretfeldovský palác, také U Léta a Zimy (podle barokních alegorických soch), před 1769. Název podle advokáta Josefa Bretfelda, rektora pražské univerzity a proslulého bonvivána, který zde pořádal plesy
- 34/220: U Zlaté podkovy, patrně podle plánu U. Aostalliho z doby před 1579 s pozdně barokní fasádou
- 36/221: U P. Marie Pomocné, renesanční s fasádou před 1728
- 41/236: U Červeného lva, přestavěn 1726
- 43/235: U Zeleného raka, gotický, přestavěn 1734
- 45/234: U Hlubokého sklepa
- 47/233: U Dvou slunců, renesanční, přestavěný před 1690, s pamětní deskou o pobytu spisovatele Jana Nerudy.
- 49/232: U Bílé labutě, barokní
- 51/231: U Zeleného jelínka, středověký, přestavěn 1819[3]. Mezi lety 1970 a 1994 bydliště Egona Bondyho. "Adresa číslo jedna českého undergroundu"[4].

## Autobusová linka
Od 3. března 1908 do 17. listopadu 1909 jezdila Nerudovou ulicí první pražská autobusová linka (a pravděpodobně vůbec první autobusová linka v českých zemích), tehdy ještě pod značkou „Omnibusy král. hlav. města Prahy“. Pro opakované havárie a nespolehlivost tehdejší techniky byla zrušena, další autobusové linky byly pak v Praze zaváděny až od června 1925 a zpočátku převážně mimo centrum Prahy.